# Jujubee (drag queen)
Airline Inthyrath (Boston, 21 de juny de 1984), coneguda amb el nom artístic de Jujubee, és una drag queen nord-americana, personalitat de televisió i artista de Lowell, Massachusetts. És coneguda per haver participat com a concursant a la temporada 2 de RuPaul's Drag Race, i a les temporades 1 i 5 de RuPaul's Drag Race: All Stars. És l'única que ha quedat tres vegades entre les tres primeres classificades de la competició.

## Joventut i estudis
El seu pare va morir quan tenia 15 anys i el mateix any la seva mare la va abandonar a ella i a les seves dues germanes. La seva mare drag és l’intèrpret de Boston Karisma Geneva-Jackson Tae. Es va graduar a l'escola secundària de Lowell, Massachusetts (Lowell High School). Va obtenir un grau en arts teatrals per la Universitat de Massachusetts, Amherst.